# Vijayawada Airport
Vijayawada Airport är en flygplats i Indien.   Den ligger i distriktet Krishna och delstaten Andhra Pradesh, i den södra delen av landet, 1 400 km söder om huvudstaden New Delhi. Vijayawada Airport ligger 24 meter över havet.
Terrängen runt Vijayawada Airport är platt. Runt Vijayawada Airport är det tätbefolkat, med 849 invånare per kvadratkilometer. Närmaste större samhälle är Vijayawada, 16,2 km väster om Vijayawada Airport. Trakten runt Vijayawada Airport består till största delen av jordbruksmark.